# Fanum de Offemont
El fanum de Offemont es un fanum, o templo galorromano, ubicado en la localidad de Offemont, en la región de Borgoña-Franco Condado (Francia). Fue inscrito como Monumento Histórico de Francia en el año 1987.

## Historia
El origen del fanum sería anterior al período galorromano, como se reveló tras el descubrimiento de varios objetos, destacando como pulseras de vidrio de tradición gala. Las ruinas visibles se remontan al siglo I, lo que dejaría visto que fue construido durante el periodo romano.
Las ruinas actuales fueron descubiertas en 1895 y ha sido objeto de numerosas excavaciones desde: en 1896, 1964, entre 1966 y 1968, entre 1970 y 1978.

## Descripción
El fanum tiene forma cuadrada de 4,25 metros de lado, rodeado por una galería de 1,95 metros de ancho y una longitud total de 9,40 metros dejando un pasaje para la entrada al este de 3,15 metros de ancho. Las excavaciones muestran que la cella descansa sobre una palangana excavada en la arcilla de 15 a 20 centímetros de profundidad. Las diversas excavaciones en el sitio no revelaron restos de mobiliario ni elementos importantes, a excepción de pequeños objetos.